# Battaglia di Mulhouse
La battaglia di Mulhouse conosciuta dai francesi come battaglia d'Alsazia (in francese: bataille de l'Alsace), fu uno scontro tra l'esercito francese e quello tedesco, avvenuto il 9 agosto 1914, e rappresenta la prima offensiva francese della prima guerra mondiale contro l'invasore tedesco. La battaglia fu parte di un tentativo francese nell'ambito del piano XVII, di recuperare la provincia dell'Alsazia, che la Francia fu costretta a cedere alla Prussia dopo la sconfitta francese nella guerra franco-prussiana del 1870.

## Le forze in campo
Le forze francesi, comandate dal generale Louis Bonneau, facevano parte dell'Armata Alsazia e consistevano nel 7º Corpo d'Armata (14ª e 41ª divisione di fanteria, rinforzate da 57ª Brigata della divisione di riserva di Belfort) e l'8ª divisione di cavalleria. Questa offensiva di Mulhouse faceva parte della ben più vasta azione offensiva francese in Alsazia e Lorena, secondo le direttive del piano XVII.

Dall'altra parte i tedeschi opponevano il XIV e il XV Corpo della 7ª Armata tedesca comandata dal generale Josias von Heeringen.

## La Battaglia
La battaglia di Mulhouse, fu la prima offensiva francese durante quella che oggi è ricordata come Battaglia delle Frontiere, ed ebbe inizio intorno alle 05:00 del 7 agosto 1914.

L'offensiva, mirata alla riconquista delle due provincie perdute nel 1870, era comunque ritenuta molto importante dai francesi per impedire all'esercito tedesco, che nel frattempo stava marciando spedito attraverso il Belgio, di penetrare da est verso l'interno.

Al comando delle operazioni per riprendere la città di Mulhouse, appena conquistata dall'avanzata della 7ª Armata tedesca, fu il generale Bonneau.

Dopo aver attraversato la frontiera la mattina del 7 agosto, l'esercito francese rapidamente conquistò la città di confine di Altkirch; tuttavia Bonneau, sospettoso dello stato delle difese tedesche, non avanzò profondamente nelle linee tedesche per paura di essere poi accerchiato, anche se gli ordini del giorno dopo gli imposero di continuare la sua avanzata, che gli permise di entrare in una Mulhouse appena lasciata dagli occupanti tedeschi, con molta facilità, creando una vampata di orgoglio e felicità in Francia.
Ma con l'arrivo delle truppe di riserva da Strasburgo, von Heeringen mobilitò un contrattacco previsto per la mattina del 9 agosto nella vicina città di Cernay. L'attacco si svolse come previsto, e la mancanza di riserve per le truppe di Bonneau fece sì che lo stesso generale francese ordinò la ritirata il giorno stesso; in risposta, il Comandante in Capo dell'esercito francese Joseph Joffre in tutta fretta mandò una divisione di riserva per contribuire alla difesa. Ma l'arrivo di queste truppe avvenne troppo tardi per salvare la città e. per evitare l'altra beffa dell'accerchiamento, Bonneau si ritirò verso Belfort il 10 agosto.

L'alto profilo della perdita fece decidere a Joffre di aggiungere altre quattro divisioni nell'Armata Alsazia e di dare il comando dell'armata al generale Paul Pau (silurando per mancanza di aggressività Bonneau), che provò inutilmente di avanzare in Lorena senza successo.

### La battaglia di Dornach
Un contrattacco francese avvenne nel ricco sobborgo di Mulhouse, Dornach, il 19 agosto, e portò alla ritirata delle truppe tedesche fino a Ensisheim, 20 km a nord. In questo battaglia decisivo fu l'apporto dell'artiglieria del futuro Generalissimo colonnello Robert Nivelle. Il 24 agosto le truppe francesi si ritirarono da Mulhouse fino alla più sicura linea di Altkirch, per ritornare a Mulhouse solo dopo l'armistizio del 1918.